# Ukraine au Concours Eurovision de la chanson 2020
L'Ukraine était l'un des quarante et un pays participants prévus du Concours Eurovision de la chanson 2020, qui aurait dû se dérouler à Rotterdam aux Pays-Bas. Le pays aurait été représenté par le groupe Go_A et sa chanson Solovey via l'émission Vidbir 2020. L'édition est finalement annulée en raison de la pandémie de Covid-19.

## Sélection
Le diffuseur ukrainien Suspilne a confirmé sa participation le 20 septembre 2019, confirmant également l'utilisation de l'émission Vidbir 2019 comme sélection, toujours en partenariat avec STB.

### Format
La sélection, se déroulant sur trois semaines — les 9, 16 et 23 février 2019 — comporte deux demi-finales et une finale. Seize artistes y participent au total. Huit artistes prennent part dans chacun des demi-finales, et à chaque fois trois d'entre eux se qualifient pour la finale via un vote combinant le jury de l'émission et le télévote ukrainien. Lors de la finale, le vainqueur est déterminé selon le même système de vote parmi les six artistes encore en lice.

### Chansons
| Artiste                   | Chanson                            | Auteur(s)                                                                          |
| ------------------------- | ---------------------------------- | ---------------------------------------------------------------------------------- |
| [О]                       | Tam, kudy ya ydu (Там, куди я йду) | Olha Chernyshova, Alexander Kasprov                                                |
| Assol                     | Save It                            | Kateryna Taranenko, Maksym Zakharin, Anna Chernukha, Eldar Bayramov, Yan Likarenko |
| Cloudless                 | Drown Me Down                      | Yuriy Kanalosh, Anton Panfilov, Oleksandr Lysanskiy, Mykhailo Shatokhin            |
| David Axelrod             | Horizon                            | David Axelrod, Pavlo Shylko, Volodymyr Grigorovitch                                |
| Elina Ivashchenko         | Get Up                             | Elina Ivashchenko, Vadim Lysitsa                                                   |
| Fo Sho                    | Blck Sqr                           | Betty Endale                                                                       |
| Garna                     | Who We Are?                        | Alyona Levasheva, Roman Nepomnyashiy                                               |
| Gio                       | Feeling So Lost                    | Giorgi Darakhvelidze                                                               |
| Go_A                      | Solovey (Соловей)                  | Taras Shevchenko, Kateryna Pavlenko                                                |
| Jerry Heil                | Vegan                              | Yana Chemaeva, Roman Cherenov                                                      |
| Katia Chilly              | Pitch (Піч)                        | Kateryna Kondratenko                                                               |
| Khayat                    | Call for Love                      | Andriy Khayat                                                                      |
| Krutь                     | 99                                 | Mykhailo Klymenko, Anton Babych, Maryna Krut                                       |
| Moonzoo feat. F.M.F. Sure | Maze                               | Oleksandr Vasetskyi, F.M.F. Sure                                                   |
| Oleksandr Poriadynskyi    | Savior                             | Yana Kovaliova                                                                     |
| Tvorchi                   | Bonfire                            | Andrii Hutsuliak, Augustus Kehinde Jimon                                           |

### Émissions

#### Demi-finales
- Qualifiés

##### Première demi-finale
| Ordre | Artiste      | Chanson          | Jury | Télévote    | Télévote | Total | Place |
| Ordre | Artiste      | Chanson          | Jury | Pourcentage | Points   | Total | Place |
| ----- | ------------ | ---------------- | ---- | ----------- | -------- | ----- | ----- |
| 1     | [О]          | Tam, kudy ya ydu | 3    | 5,46%       | 2        | 5     | 7     |
| 2     | Jerry Heil   | Vegan            | 7    | 16,28%      | 6        | 13    | 3     |
| 3     | Katia Chilly | Pitch            | 4    | 8,44%       | 3        | 7     | 5     |
| 4     | Krutь        | 99               | 8    | 22,69%      | 8        | 16    | 1     |
| 5     | Go_A         | Solovey          | 6    | 18,11%      | 7        | 13    | 2     |
| 6     | Cloudless    | Drown Me Down    | 5    | 14,75%      | 5        | 10    | 4     |
| 7     | Gio          | Feeling So Lost  | 2    | 8,84%       | 4        | 6     | 6     |
| 8     | Assol        | Save It          | 1    | 5,43%       | 1        | 2     | 8     |

##### Deuxième demi-finale
| Ordre | Artiste                   | Chanson       | Jury | Télévote    | Télévote | Total | Place |
| Ordre | Artiste                   | Chanson       | Jury | Pourcentage | Points   | Total | Place |
| ----- | ------------------------- | ------------- | ---- | ----------- | -------- | ----- | ----- |
| 1     | Moonzoo feat. F.M.F. Sure | Maze          | 5    | 9,46%       | 2        | 7     | 6     |
| 2     | Fo Sho                    | Blck Sqr      | 3    | 10,77%      | 3        | 6     | 7     |
| 3     | Elina Ivashchenko         | Get Up        | 4    | 10,94%      | 4        | 8     | 5     |
| 4     | Oleksandr Poriadynskyi    | Savior        | 2    | 11,72%      | 6        | 8     | 4     |
| 5     | Garna                     | Who We Are?   | 1    | 5,65%       | 1        | 2     | 8     |
| 6     | Khayat                    | Call for Love | 7    | 17,87%      | 7        | 14    | 2     |
| 7     | David Axelrod             | Horizon       | 6    | 11,56%      | 5        | 11    | 3     |
| 8     | Tvorchi                   | Bonfire       | 8    | 22,03%      | 8        | 16    | 1     |

#### Finale
- Vainqueur

| Ordre | Artiste       | Chanson       | Jury | Télévote    | Télévote | Total | Place |
| Ordre | Artiste       | Chanson       | Jury | Pourcentage | Points   | Total | Place |
| ----- | ------------- | ------------- | ---- | ----------- | -------- | ----- | ----- |
| 1     | Krutь         | 99            | 5    | 19,90%      | 4        | 9     | 3     |
| 2     | Jerry Heil    | Vegan         | 1    | 7,00%       | 1        | 2     | 6     |
| 3     | Go_A          | Solovey       | 6    | 25,43%      | 6        | 12    | 1     |
| 4     | David Axelrod | Horizon       | 3    | 11,30%      | 2        | 5     | 5     |
| 5     | Khayat        | Call for Love | 4    | 20,93%      | 5        | 9     | 2     |
| 6     | Tvorchi       | Bonfire       | 2    | 15,44%      | 3        | 5     | 4     |

La finale se conclut par la victoire de Go_A avec la chanson Solovey.

## À l'Eurovision
L'Ukraine aurait participé à la première demi-finale, le 12 mai puis, en cas de qualification, à la finale du 16 mai 2020.
Le 18 mars 2020, l'annulation du Concours en raison de la pandémie de Covid-19 est annoncée.